# Lemnalia tixierae
Lemnalia tixierae är en korallart som beskrevs av Verseveldt 1969. Lemnalia tixierae ingår i släktet Lemnalia och familjen Nephtheidae. Inga underarter finns listade i Catalogue of Life.